# Kupfersulfide
Kupfersulfide sind eine Gruppe chemischer Verbindungen und Minerale, die Kupfer und Schwefel enthalten. Beispiele sind Kupfer(I)-sulfid und Kupfer(II)-sulfid. Sie finden Anwendung in verschiedenen Bereichen wie der Elektrotechnik, der Photovoltaik, der Medizin und der Umwelttechnik. Die allgemeine Summenformel der binären Kupfersulfide lautet CuxSy. Durch das reichhaltige Phasendiagramm der binären Kupfersulfide kommen sie in einer Vielzahl unterschiedlicher Stöchiometrien und damit verschiedener Kristallstrukturen vor.

## Vorkommen
In der Natur kommen binäre Kupfersulfide beispielsweise in Form der Minerale Chalkosin (Cu2,0–1,94S), Djurleit (Cu1,97–1,94S), Roxbyit (Cu1,81-1,78S), Digenit (Cu1,8S), Anilith (Cu1,75S), Geerit (Cu1,6S), Spionkopit (Cu1,39S), Yarrowit (Cu1,12S) und Covellit (Cu1,1-1,0S) vor.
Es existieren daneben eine Reihe weiterer Kupfersulfide mit weiteren Bestandteilen, beispielsweise Villamanínit CuS2 bzw. (Cu,Ni,Co,Fe)S2, Tetraedrit Cu12Sb4S13, Tennantit Cu12As4S13, Isocubanit CuFe2S3, Mawsonit Cu6Fe2SnS8 und Sulvanit Cu3VS4.

## Gewinnung und Darstellung
Kupfer(I)-sulfid Cu2S entsteht beim Erhitzen von Kupfer in einer Schwefel- oder Schwefelwasserstoffatmosphäre. Kupfer(II)-sulfid CuS bildet sich aus Kupfer(II)-Salzlösungen mit Schwefelwasserstoff. Kupferdisulfid CuS2 kann durch Reaktion von Kupfer(II)-sulfid mit Schwefel bei erhöhter Temperatur und Druck gewonnen werden.

## Eigenschaften und Verwendung
Kupfer(I)-sulfid ist eine schwarze, in Wasser schwerlösliche, kristalline Verbindung. Von ihr sind mehrere Modifikationen mit kubisch- oder hexagonal-dichtester Sulfidpackung bekannt, wobei sich die Cu+- bzw. Cu2+-Ionen in tetraedrischen, trigonalen oder anderen Lücken befinden. Das ebenfalls schwarze Kupfer(II)-sulfid CuS (von manchen Quellen auch als Kupfer(I,II)-sulfid bezeichnet) besitzt eine komplexe Struktur und eine ungewöhnliche Zusammensetzung, die als CuI2CuII(S2)S beschrieben wird. Bei dieser bilden 2/3 der Schwefelatome S2-- Paare und im Valenzband, das von den 3p-Orbitalen der Schwefelatome gebildet wird, ist pro Formeleinheit ein Defektelektron vorhanden, das die metallische Leitung der Verbindung bewirkt.
Allgemein sind Kupfersulfide meist p-Typ-Halbleiter, die eine stöchiometrieabhängige Bandlücke aufweisen, was Nanokristalle aus diesem Material für verschiedene Bereiche wie Photovoltaik, Photokatalyse, Batterien, chemische Sensorik und Elektronik interessant macht. Dabei verhalten sich die Verbindungen Cu2S bis Cu1,8S elektrisch wie Halbleiter. Mit zunehmendem Schwefelgehalt wird die Leitfähigkeit besser und erreicht beim Cu1,8S schon annähernd metallische Größe. Das CuS verhält sich wie ein Metall. Auch Kupferdisulfid CuS2 hat metallische Eigenschaften, kann jedoch auch Halbleitereigenschaften ausbilden.
Neben den bei Raumtemperatur stabilen binären Phasen sind bei erhöhten Temperaturen auch noch weitere metastabile Formen bekannt.